# 500 miles d'Indianapolis 1984

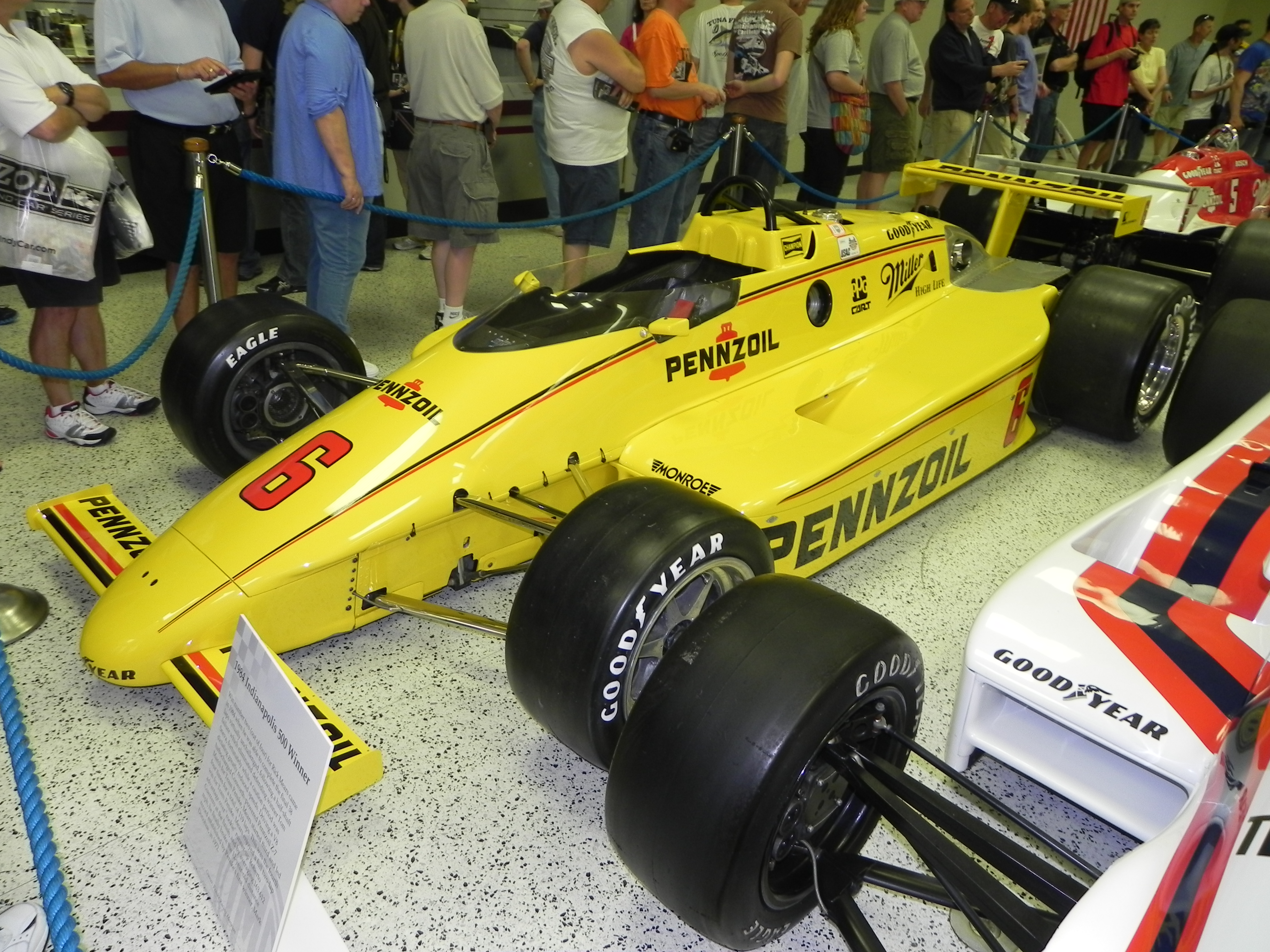
La March-Cosworth de Rick Mears, victorieuse de l'édition 1984 des 500 miles d'Indianapolis.

Les 500 miles d'Indianapolis 1984, organisés le 27 mai 1984 sur l'Indianapolis Motor Speedway, ont été remportés par le pilote américain Rick Mears sur une March-Cosworth.

## Grille de départ
| Ligne | Intérieur        | Milieu                | Extérieur         |
| 1     | Tom Sneva        | Howdy Holmes          | Rick Mears        |
| 2     | Michael Andretti | Gordon Johncock       | Mario Andretti    |
| 3     | Roberto Guerrero | Geoff Brabham         | Herm Johnson      |
| 4     | Al Unser         | Danny Ongais          | A. J. Foyt        |
| 5     | Tom Gloy         | Teo Fabi              | Al Unser Jr.      |
| 6     | Al Holbert       | Tony Bettenhausen Jr. | Bobby Rahal       |
| 7     | Patrick Bedard   | Dick Simon            | Pancho Carter     |
| 8     | Chip Ganassi     | Emerson Fittipaldi    | Josele Garza      |
| 9     | Spike Gehlhausen | Scott Brayton         | Kevin Cogan       |
| 10    | Danny Sullivan   | Derek Daly            | Johnny Rutherford |
| 11    | George Snider    | Dennis Firestone      | Chris Kneifel     |

La pole a été réalisée par Tom Sneva à la moyenne de 338,009 km/h. Il s'agit également du chrono le plus rapide des qualifications.

## Classement final
| no | Pilote                 | Voiture         | Tours | Temps/Abandon     |
| 1  | Rick Mears             | March-Cosworth  | 200   |                   |
| 2  | Roberto Guerrero (R)   | March-Cosworth  | 198   |                   |
| 3  | Al Unser               | March-Cosworth  | 198   |                   |
| 4  | Al Holbert (R)         | March-Cosworth  | 198   |                   |
| 5  | Michael Andretti (R)   | March-Cosworth  | 198   |                   |
| 6  | A. J. Foyt             | March-Cosworth  | 197   |                   |
| 7  | Bobby Rahal            | March-Cosworth  | 197   |                   |
| 8  | Herm Johnson           | March-Cosworth  | 194   |                   |
| 9  | Danny Ongais           | March-Cosworth  | 193   |                   |
| 10 | Josele Garza           | March-Cosworth  | 193   |                   |
| 11 | George Snider          | March-Cosworth  | 193   |                   |
| 12 | Dennis Firestone       | March-Cosworth  | 186   |                   |
| 13 | Howdy Holmes           | March-Cosworth  | 185   |                   |
| 14 | Tom Gloy (R)           | March-Cosworth  | 179   | moteur            |
| 15 | Chris Kneifel          | Primus-Cosworth | 175   | transmission      |
| 16 | Tom Sneva              | March-Cosworth  | 168   | mécanique         |
| 17 | Mario Andretti         | Lola-Cosworth   | 153   | mécanique         |
| 18 | Scott Brayton          | March-Buick     | 150   | transmission      |
| 19 | Pancho Carter          | March-Cosworth  | 141   | moteur            |
| 20 | Kevin Cogan            | Eagle-Pontiac   | 137   | roue cassée       |
| 21 | Al Unser Jr.           | March-Cosworth  | 131   | pompe à eau       |
| 22 | Johnny Rutherford      | March-Cosworth  | 116   | moteur            |
| 23 | Dick Simon             | March-Cosworth  | 112   | mécanique         |
| 24 | Teo Fabi               | March-Cosworth  | 104   | arrivée d'essence |
| 25 | Gordon Johncock        | March-Cosworth  | 103   | accident          |
| 26 | Tony Bettenhausen Jr.  | March-Cosworth  | 86    | moteur            |
| 27 | Derek Daly             | March-Cosworth  | 76    | tenue de route    |
| 28 | Chip Ganassi           | March-Cosworth  | 61    | moteur            |
| 29 | Danny Sullivan         | Lola-Cosworth   | 57    | roue cassée       |
| 30 | Patrick Bedard         | March-Buick     | 55    | accident          |
| 31 | Spike Gehlausen        | March-Cosworth  | 45    | accident          |
| 32 | Emerson Fittipaldi (R) | March-Cosworth  | 37    | pression d'huile  |
| 33 | Geoff Brabham          | March-Cosworth  | 1     | fuite d'essence   |

Un (R) indique que le pilote était éligible au trophée du « Rookie of the Year » (« meilleur débutant de l'année »), attribué à Michael Andretti et Roberto Guerrero.

## Sources
- (en) Résultats complets sur le site officiel de l'Indy 500